# Marco Polo (cratère)
Pour les articles homonymes, voir Marco Polo (homonymie).
Marco Polo est un cratère d'impact situé sur la face visible de la Lune. Au nord, se trouve la Mare Imbrium et à l'est la chaîne des Montes Apenninus. Le cratère Eratosthenes est situé à l'ouest et au sud-ouest s'étend le Sinus Aestuum. Le cratère Marco Polo est un cratère érodé avec un contour presque inexistant dans sa partie méridionale. Il subsiste des portions de contour à l'ouest et au nord-est mais donne l'aspect de crêtes incurvées.
En 1961, l'union astronomique internationale a donné le nom de l'explorateur italien Marco Polo à ce cratère lunaire.

## Cratères satellites
Les cratères dit satellites sont de petits cratères, craterlets, situés à proximité du cratère principal, ils sont nommés du même nom mais accompagné d'une lettre majuscule complémentaire (même si la formation de ces cratères est indépendante de la formation du cratère principal). Par convention ces caractéristiques sont indiquées sur les cartes lunaires en plaçant la lettre sur le point le plus proche du cratère principal. Liste des cratères satellites de Marco Polo :
| Marco Polo | Latitude | Longitude | Diamètre |
| ---------- | -------- | --------- | -------- |
| A          | 14,9° N  | 2,0° W    | 7 km     |
| B          | 17,2° N  | 1,9° W    | 7 km     |
| C          | 14,0° N  | 5,0° W    | 7 km     |
| D          | 15,0° N  | 3,7° W    | 6 km     |
| F          | 15,7° N  | 4,5° W    | 4 km     |
| G          | 16,7° N  | 1,9° W    | 5 km     |
| H          | 17,8° N  | 1,7° W    | 6 km     |
| J          | 17,9° N  | 1,2° W    | 5 km     |
| K          | 18,2° N  | 1,4° W    | 10 km    |
| L          | 14,8° N  | 5,0° W    | 19 km    |
| M          | 17,6° N  | 1,1° W    | 37 km    |
| P          | 16,9° N  | 0,2° W    | 31 km    |
| S          | 17,8° N  | 0,0° E    | 21 km    |
| T          | 13,6° N  | 1,0° W    | 3 km     |